# Hortipes amphibolus
Hortipes amphibolus là một loài nhện trong họ Corinnidae.
Loài này thuộc chi Hortipes. Hortipes amphibolus được miêu tả năm 2000 bởi Bosselaers & Rudy Jocqué.